# Instituut voor Maatschappijkritische Actie, Vorming en Onderzoek
De vzw Instituut voor Maatschappijkritische Actie, Vorming en Onderzoek (IMAVO), voorheen Instituut voor Marxistische Vorming genaamd, was een Belgische socialistische vereniging.

## Structuur
Het Instituut voor Marxistische Vorming werd eind jaren 70 opgericht door de Kommunistische Partij van België om de kadervorming van de partij te verzorgen. Na de opsplitsing van de KPB in de Kommunistische Partij Vlaanderen en de Parti communiste Wallonie-Bruxelles in 1989, maakte het IMAVO deel uit van de KP Vlaanderen. In september 1991 werd het IMAVO omgevormd tot een 'ontmoetings-, studie- en discussieforum voor progressief Vlaanderen'.
Van september 1991 tot oktober 2017 publiceerde het IMAVO het Vlaams Marxistisch Tijdschrift. Daarnaast voorzag ze een vormings- en boekenaanbod en werden studiereizen en colloquia georganiseerd. Voorzitter vanaf 2000 was Jan Dumolyn. De hoofdzetel van de organisatie was gevestigd in de Rijsenbergstraat 92 in Gent.
Na 2020 ging de vereniging in vereffening.